# Christoph Brüx
Christoph Brüx(Sonsbeck, 13 de dezembro de 1965) é um músico, compositor, produtor musical, Produtor cinematográfico  e pintor e Escultor alemão.

Atualmente vive e trabalha em Hamburgo

### Pintura e escultura

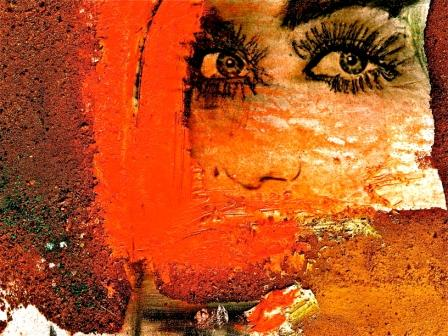
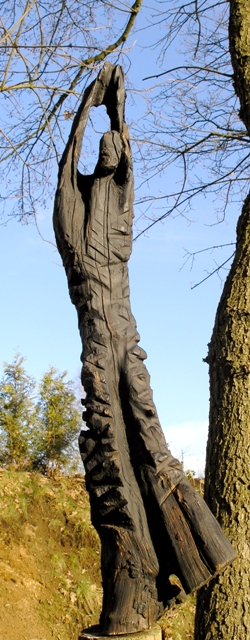
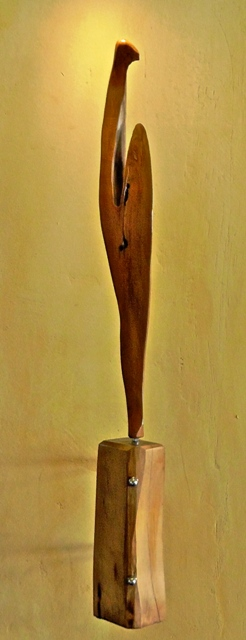
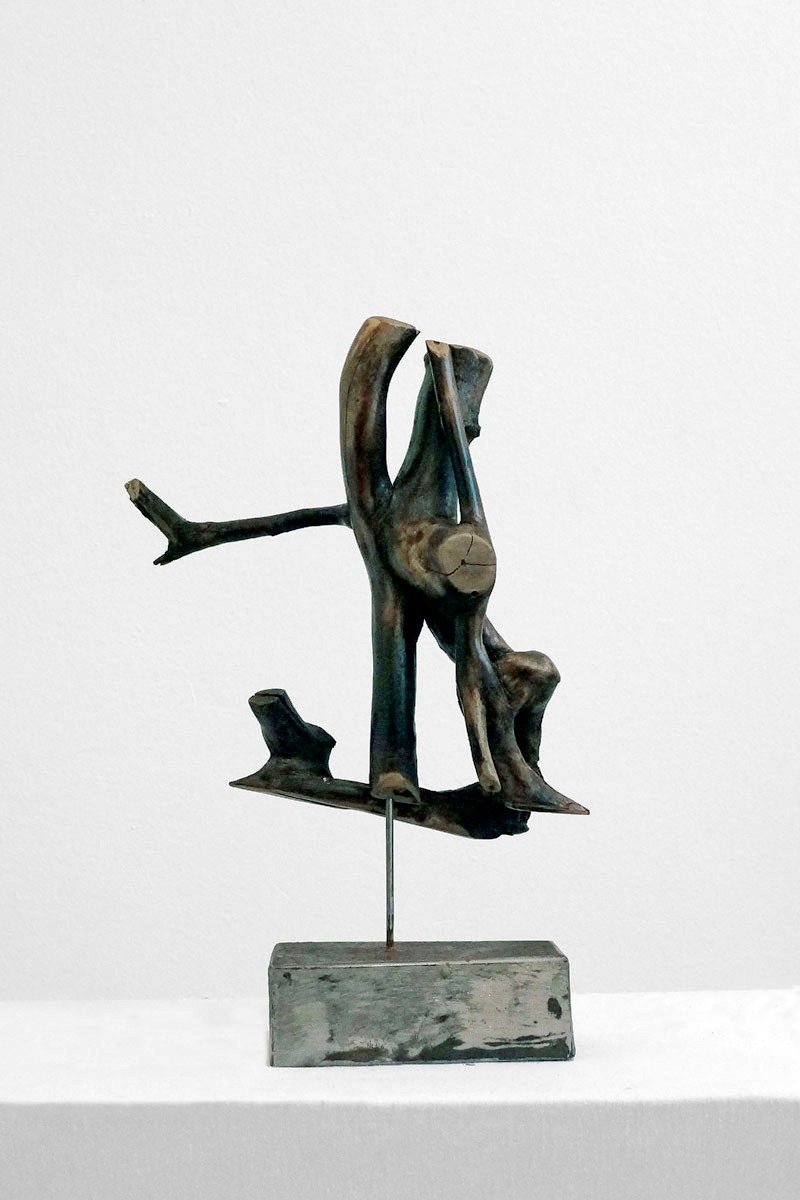
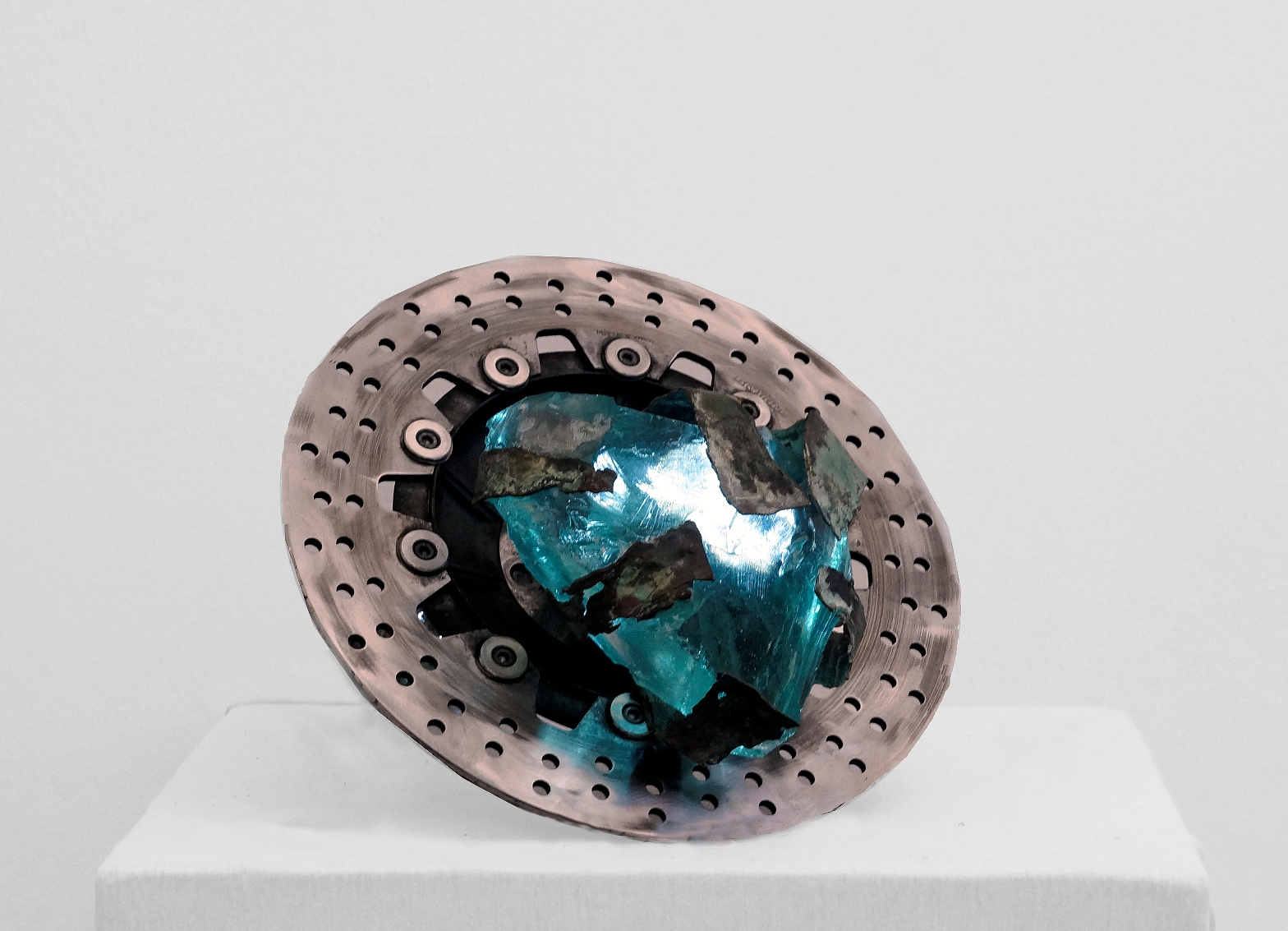

## Projectos (escala)

### Bandas (escala)
- SMC Unity

Deputados: Sofie St. Claire, Matthias Menck, Christoph Brüx
- Dolphin Sound

Deputados: Christoph Brüx, Matthias Menck

### discografia  (escala)[1]
| ano  | Artista                          | título                                  |
| ---- | -------------------------------- | --------------------------------------- |
| 1993 | SMC Unity                        | Move’n Groove                           |
| 1994 | SMC Unity                        | Make It Happen                          |
| 1995 | Matthias Reim                    | Tina geht tanzen (Antidrogas da canção) |
| 1995 | Matthias Reim                    | Ist das Liebe?                          |
| 1995 | Matthias Reim                    | Alles klar                              |
| 1996 | Dolphin Sound                    | The Circle                              |
| 1997 | Matthias Reim                    | Wenn du gehen willst, musst du gehen    |
| 1997 | Matthias Reim                    | Das erste Mal                           |
| 1998 | Sweet Sour                       | Pick A Number                           |
| 2000 | The Underdog Project             | Summerjam                               |
| 2000 | The Underdog Project             | Tonight                                 |
| 2001 | Double M.                        | Featuring Sophie* – Friday Nite         |
| 2001 | Brooklyn Bounce                  | Born To Bounce (Music Is My Destiny)    |
| 2002 | Bro'Sis                          | All I Wanna Know                        |
| 2002 | Bro'Sis                          | Let Me Know                             |
| 2002 | The Underdog Project             | I Can't Handle It (Alex K Mix)          |
| 2003 | The Underdog Project             | Winter Jam                              |
| 2003 | Vanessa S                        | Shining                                 |
| 2003 | No Angels                        | Angel of Mine (Álbum Pure)              |
| 2004 | Novastar (2)                     | Summerjam                               |
| 2005 | 18auf12 feat. Gary Krosnoff      | Back to St. Pauli                       |
| 2006 | Tony Cook & The Trunk-O-Funk     | Cash Advance                            |
| 2007 | Alex Prinz u.a.                  | Try to write a lovesong (Ambient)       |
| 2010 | 18auf12: 100 années FC St. Pauli | One Hundred Beers (100 cervejas)        |

### Filmes (escala)
- Für die Familie (para a família) (Curta-metragem Alemanha 2004)
- Alina (Alina) (Séries de televisão) Alemanha 2005)
- Alinas Traum  (Telefilme-Alemanha 2005)
- Niklas’ Theme (filme Subaquática)[7]